# Badagongshan
Badagongshan (kinesiska: 八大公山) är en köping i Kina. Den ligger i provinsen Hunan, i den södra delen av landet, omkring 350 kilometer nordväst om provinshuvudstaden Changsha. Antalet invånare är 3259. Befolkningen består av 1 533 kvinnor och 1 726 män. Barn under 15 år utgör 19,0 %, vuxna 15-64 år 63 %, och äldre över 65 år 17,0 %.
Genomsnittlig årsnederbörd är 1 677 millimeter. Den regnigaste månaden är september, med i genomsnitt 284 mm nederbörd, och den torraste är december, med 18 mm nederbörd.